# (3429) Чуваев
(3429) Чуваев (лат. Chuvaev) — типичный астероид главного пояса, открыт 19 сентября 1974 года советским астрономом Людмилой Черных в Крымской астрофизической обсерватории и 3 мая 1996 года назван в честь советского астронома Константина Чуваева.

## Обнаружение и именование
(3429) Чуваев
Открыт 19 сентября 1974 года в Научном Л. И. Черных.
Назван в память об астрофизике и сотруднике Крымской астрофизической обсерватории с 1947 года Константине Константиновиче Чуваеве (1917—1994). Исследовал ночное свечение воздуха, переменные звёзды и активные галактики. Будучи одним из первых наблюдателей на 2,6-метровом телескопе Шайна, являлся пионером в использовании электронного изображения с помощью этого телескопа.
Оригинальный текст (англ.)3429 Chuvaev
Discovered 1974-09-19 by Chernykh, L. at Nauchnyj.
Named in memory of Konstantin Konstantinovich Chuvaev (1917—1994), astrophysicist and staff member of the Crimean Astrophysical Observatory from 1947. He investigated nocturnal airglow, variable stars and active galaxies. One of the first observers at the 2.6-m Shajn telescope, Chuvaev was a pioneer in the use of electronic imaging with this telescope.
Источники: DISCOVERY.DB; M.P.C. 27125.

## Орбита

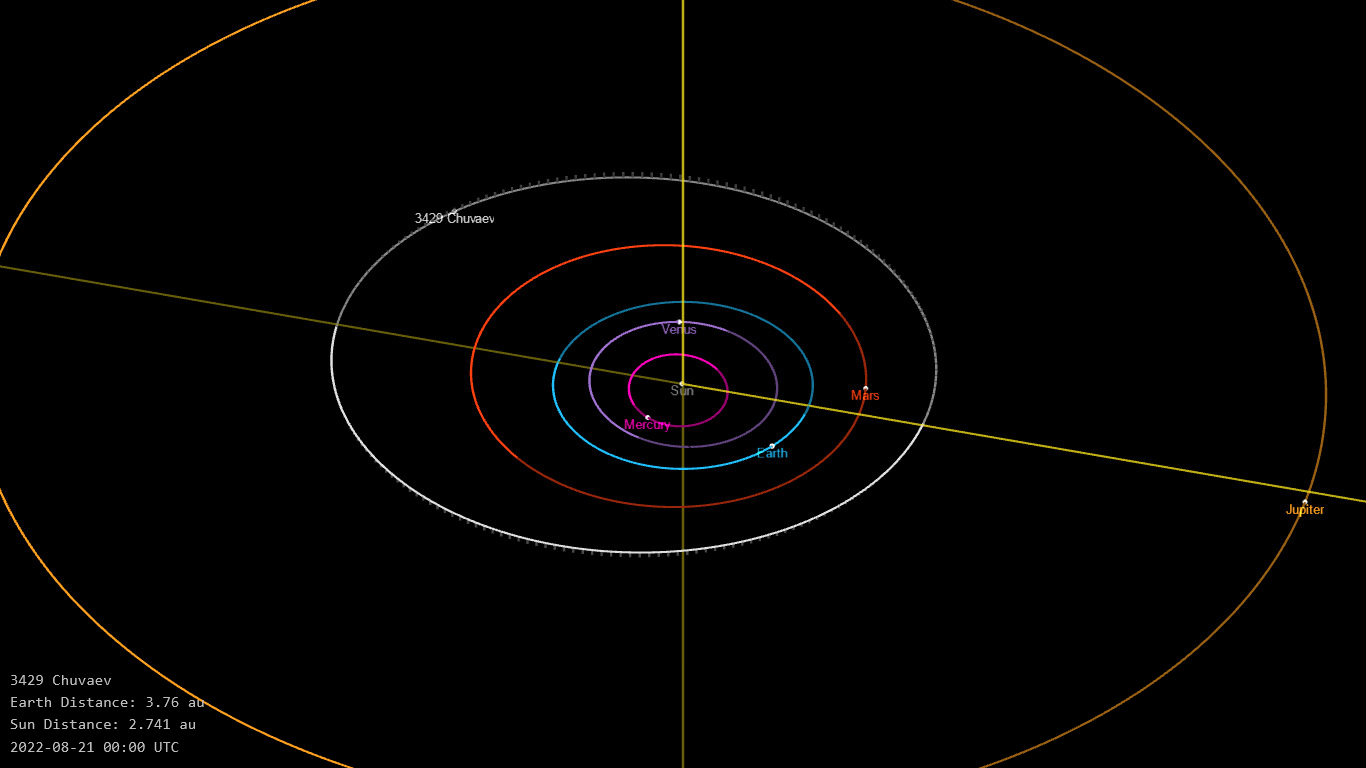
Орбита астероида Чуваев и его положение в Солнечной системе

## Физические характеристики
Астероид относится к таксономическому классу S.
По результатам наблюдений в инфракрасном диапазоне спутника Akari и наблюдений в видимом и ближнем инфракрасном диапазоне космического телескопа NEOWISE диаметр астероида сначала оценивался равным 9,08±0,39 км, позже — 8,86±0,08 км, 6,82±1,46 км, 8,856±0,078 км, 6,49±1,49 км и 7,46±1,68 км, 7,47±2,51 км. Согласно тем же источникам альбедо оценивается как 0,066±0,006, 0,042±0,020, 0,11±0,06, 0,042±0,020, 0,083±0,042 и 0,082±0,041, 0,068±0,069.